# Monte Porzio
Monte Porzio – miejscowość i gmina we Włoszech, w regionie Marche, w prowincji Pesaro i Urbino.
Według danych na rok 2004 gminę zamieszkiwało 2228 osób, 123,8 os./km².